# Route des Tamarins

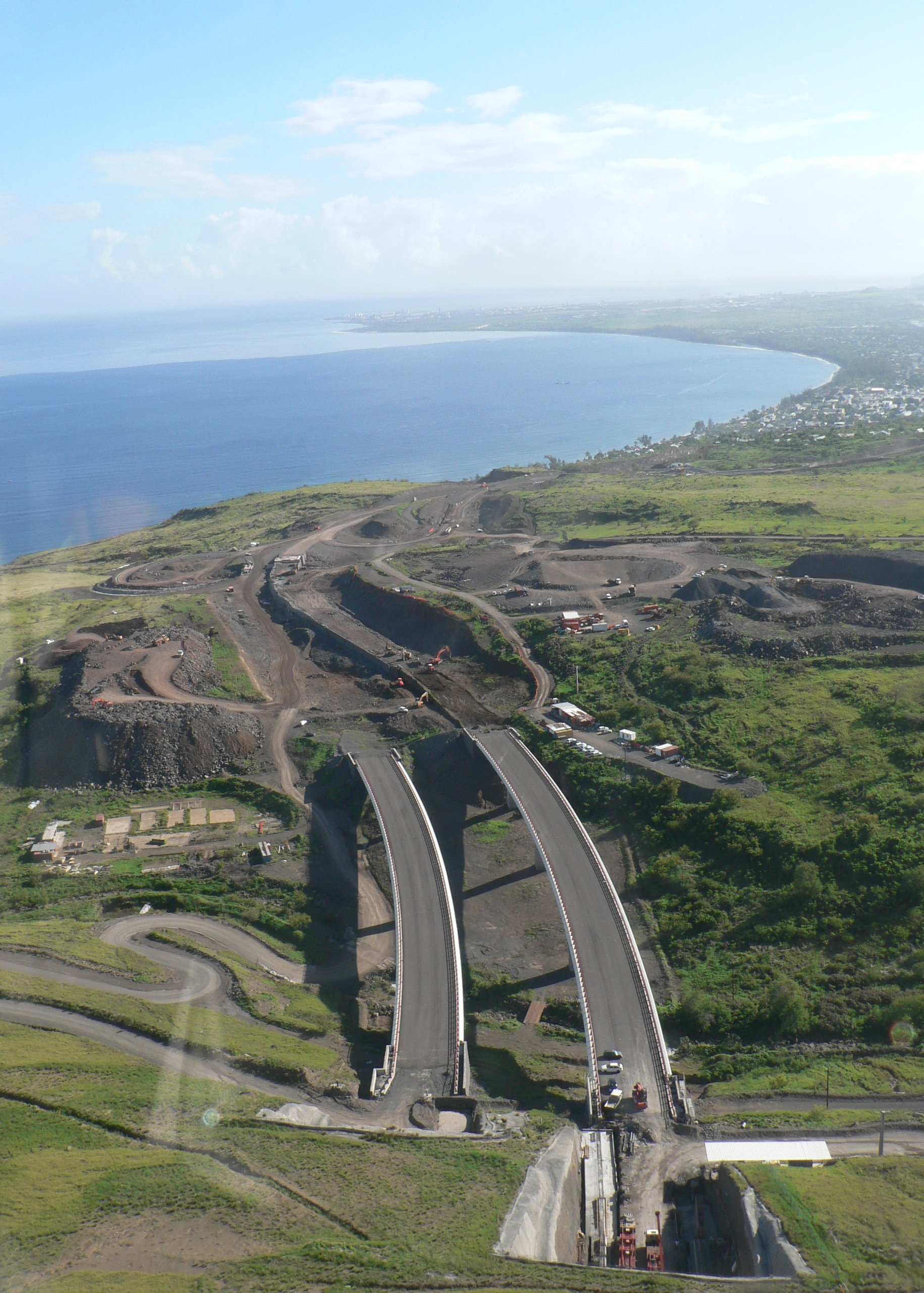
Ein Viadukt der Route des Tamarins bei Saint-Paul

Die Route des Tamarins (Straße der Tamarinden) ist eine am 23. Juni 2009 eröffnete vierspurige 34 Kilometer lange Schnellstraße auf der französischen im Indischen Ozean nahe Madagaskar gelegenen Insel Réunion (Übersee-Département). Die Schnellstraße soll die Nationalstraße 1 entlasten, indem sie Saint-Paul und L’Étang-Salé über die Höhen der Westküste verbindet.
Der Bau der Straße galt als Herausforderung, weil auf der Strecke 120 tiefe Schluchten und Felsspalten zu überwinden sind. Außerdem müssen die Bauwerke Windgeschwindigkeiten von bis zu 240 km/h, die dort bei tropischen Zyklonen auftreten können, widerstehen. So mussten die 45 Meter hohen Stützpfeiler eines Viadukts 33 Meter im Boden verankert werden.
Bedeutende Bauwerke auf der Strecke sind:
- das Viaduc de Saint-Paul, eine 756 m lange Hangbrücke;
- das Viaduc de la ravine des Trois-Bassins, eine 357 m lange und 50 m hohe Extradosed-Brücke beim Ferienort Saint-Leu;
- das Viaduc de la Grande Ravine, eine 288 m lange Sprengwerkbrücke;
- das Viaduc de la Ravine de la Fontaine, eine 170 m überspannende Bogenbrücke.

Die Baukosten des 2003 begonnenen Projekts betragen geschätzt 970 Millionen Euro und werden von Frankreich, dem Departement und der Europäischen Union getragen. Ein Teil des Bauauftrages wurde an die französische Tochterfirma Razel der deutschen Bilfinger Berger Ingenieurbau, die inzwischen an Fayat verkauft wurde, vergeben.